# Beyond Magnetic
Beyond Magnetic ist eine EP der US-amerikanischen Metal-Band Metallica, die am 14. Dezember 2011 auf digitalem Weg veröffentlicht wurde. Das Album enthält vier Songs, die für Metallicas neuntes Studio-Album Death Magnetic (2008) aufgenommen wurden. Allerdings hatte man sie aus der Endversion des Albums gestrichen und somit nie veröffentlicht. Die Songs wurden im Rahmen der Dreißig-Jahr-Feier von Metallica, die an vier Abenden zwischen dem 5. und 10. Dezember 2011 stattfand, erstmals öffentlich präsentiert und live aufgeführt. Nur wenige Tage danach erschien die EP. Auf ihrer Website gaben Metallica jedoch Wochen später bekannt, dass die EP am 27. Januar 2012 auch im CD-Format erscheinen werde.

## Titelliste
1. Hate Train (Metallica/James Hetfield) – 6:59
2. Just a Bullet Away (Metallica/James Hetfield) – 7:11
3. Hell and Back (Metallica/James Hetfield) – 6:57
4. Rebel of Babylon (Metallica/James Hetfield) – 8:01

## Chartplatzierungen
| ChartsChartplatzierungen       | Höchstplatzierung | Wochen |
| ------------------------------ | ----------------- | ------ |
| Deutschland (GfK)              | 22 (3 Wo.)        | 3      |
| Vereinigte Staaten (Billboard) | 29 (12 Wo.)       | 12     |

## Rezeption
Im Metal Hammer äußerte Matthias Weckmann, dass es Gründe dafür gegeben hat, dass die Songs es nicht auf Death Magnetic geschafft hätten und in der kurzen Spieldauer derzeit die Würze der Band liegen würde. Er vergab fünf von sieben Punkten. Ronny Bittner von Rock Hard meinte, dass sich die Songs qualitativ nicht großartig von Death Magnetic unterscheiden würden, kritisierte aber die Loudness-War-Produktion von Rick Rubin. Er vergab sieben von zehn Punkten. Ulf Kubanke von Laut.de war der Ansicht, dass Beyond Magnetic viel lebendiger um die Ecke kommen würde als das Mutteralbum, welches ihn nur teilweise überzeugt hatte. Er vergab drei von fünf Sternen. Singles wurden keine ausgekoppelt. Der Song Hate Train schaffte es jedoch bis auf Platz 30 der österreichischen Singlecharts.